# Karl Speck
Karl Speck (* 4. August 1828 in Strüth, Hessen-Nassau; † 16. Dezember 1916 in Dillenburg) war ein deutscher Mediziner.

## Leben
Karl Speck kam am 4. August 1828 in Strüth als Sohn des Oberförsters Wilhelm Speck und seiner Ehefrau Magdalene Hertling zur Welt. Von 1847 bis 1851 studierte er an der Hessischen Ludwigs-Universität Gießen und der Ruprecht-Karls-Universität Heidelberg Medizin. 1848 wurde er in Gießen Mitglied des Corps Rhenania, das während seiner Aktivzeit den Namen Rhenano-Nassovia trug. 1850 verlieh ihm das Corps Rhenania Bonn die Corpsschleife. 1851 legte er das Nassauische Staatsexamen ab. Anschließend praktizierte er in Mengerskirchen, Ebersbach und Herborn als Medizinal-Accessist und dann in Hachenburg und Hadamar als Assistent. 1869 wurde er preußischer Kreisphysikus in Dillenburg. Hier gründete und betrieb er die Speck'sche Heilanstalt. Er trat 1901 von seinem Amt als Kreisphysikus zurück, behandelte aber weiterhin Patienten bis zu seinem Tod im Alter von 88 Jahren.
Speck publizierte zahlreiche Arbeiten speziell auf dem Gebiet der Lungen- und Atemwegserkrankungen. Er warb für Dillenburg als Luftkurort. Im Biographischen Lexikon von Hirsch u. a. heißt es: „Er ist der Begründer der modernen Sport- und Arbeitsphysiologie.“

## Ehrungen
- Dr. med. h. c. der Philipps-Universität Marburg (1877)
- Ernennung zum Geheimen Sanitätsrat[1]

## Schriften
- Untersuchungen über Sauerstoffverbrauch und Kohlensäureausathmung der Menschen, 1871.
- Untersuchungen über die Wirkgund des veränderten Luftdrucks auf den Athemprocess, 1877.
- Kritische und experimentelle Untersuchungen über die Wirkung des veränderten Luftdrucks auf dem Athemprocess, 1878.
- Die pneumatische Heilmethode oder: die Anwendung verdichteter und verdünnter Luft bei Lungenkrankheiten, 1881.
- Ueber pneumatische Behandlung mit Luftkur und Dillenburg als Luftkurort, 1889.
- Physiologie des menschlichen Athmens nach eigenen Untersuchungen. F. C. W. Vogel: Leipzig 1892 Digitalisat
- Über Kraft- und Ernährungs-Stoffwechsel, 1903.